# Conducere agresivă
Conducerea agresivă este definită de National Highway Traffic Safety Administration ca fiind comportamentul unei persoane care „comite o combinație de infracțiuni rutiere în mișcare astfel încât să pună în pericol alte persoane sau bunuri”.

## Definiții
În Regatul Unit, Road Drivers oferă o definiție de bază a conducerii agresive:
„Conducere agresivă: Utilizarea unui autovehicul într-un mod deliberat și agresiv care poate pune viața în pericol prin creșterea riscului de coliziune”. Acest comportament este de obicei motivat de nerăbdare, enervare, ostilitate sau de încercarea de a economisi timp.”—Road Drivers
Există și alte definiții alternative:
„Comportamentul agresiv la volan ia multe forme. Comportamentele tipice de conducere agresivă includ depășirea vitezei, conducerea prea aproape de mașina din față, nerespectarea regulamentelor rutiere, schimbarea benzii de circulație necorespunzătoare sau șarjarea etc. Lista este lungă. Majoritatea oamenilor conduc agresiv din când în când și mulți șoferi nici măcar nu sunt conștienți când o fac.

Conducerea agresivă este dificil de definit din cauza numeroaselor sale manifestări diferite, dar este important să existe o definiție clară pentru ca acțiunile poliție și judiciare împotriva acesteia să aibă succes. O conferință globală pe internet privind conducerea agresivă, organizată în Canada în octombrie 2000, a oferit următoarea definiție: „Un comportament la volan este agresiv dacă este deliberat, poate crește riscul de coliziune și este motivat de nerăbdare, enervare, ostilitate și/sau o încercare de a economisi timp.”—Comportamentul agresiv la volan (document de referință)
A patra săptămână a siguranței rutiere (5 - 11 aprilie 2004)

## Comportamente asociate
Prin definiție, conducerea agresivă este „comiterea de atacuri neprovocate asupra altor conducători auto”, atacuri precum neacordarea de prioritate vehiculelor care doresc să depășească. U.S. National Highway Traffic Safety Administration (NHTSA) a pus în aplicare Fatality Analysis Reporting System⁠(d), care identifică acțiunile care ar intra în categoria conducerii agresive, inclusiv:
- Urmărirea necorespunzătoare / tailgating.[5]
- Schimbare de bandă necorespunzătoare sau neregulamentară[4]
- Conducerea ilegală pe un acostament, într-un șanț, pe un trotuar sau pe o linie mediană.[4]
- Depășirea în locuri interzise.[4]
- Conducerea vehiculului într-un mod neregulat, imprudent, neatent sau neglijent sau schimbarea bruscă a vitezei fără schimbarea benzii de circulație.[4]
- Neacordarea priorității de trecere.[4]
- Nerespectarea semnelor de circulație, a dispozitivelor de control al traficului sau a agenților de circulație, nerespectarea legislației rutiere privind zonele de siguranță.[4]
- Nerespectarea avertismentelor sau a instrucțiunilor de pe vehiculul care le afișează.[4]
- Nerespectarea semnalizării.[4]
- Conducerea cu viteză prea mare pentru condițiile existente.[4]
- Curse⁠(d).[4]
- Efectuarea unui viraj necorespunzător.[4]
- Urmărire îndeaproape și frânare bruscă.

## Efecte
Conform Fatality Analysis Reporting System, condusul agresiv a jucat un rol în 56% din accidentele mortale dintre 2003 și 2007, majoritatea fiind atribuite vitezei excesive. De asemenea, condusul agresiv are un impact negativ asupra mediului, deoarece arde cu 37% mai mult combustibil și produce mai multe fumuri toxice.
De asemenea, condusul agresiv (accelerarea bruscă și frânarea frecventă) emite mai mult carbon decât o abordare mai calmă. Numai în China, condusul calm ar economisi aproape o jumătate de miliard de tone de dioxid de carbon până în 2050.